# Messestadt Ost
Messestadt Ost – stacja końcowa metra w Monachium, na linii U2. Stacja została otwarta 29 maja 1999.